# Christian Überschall

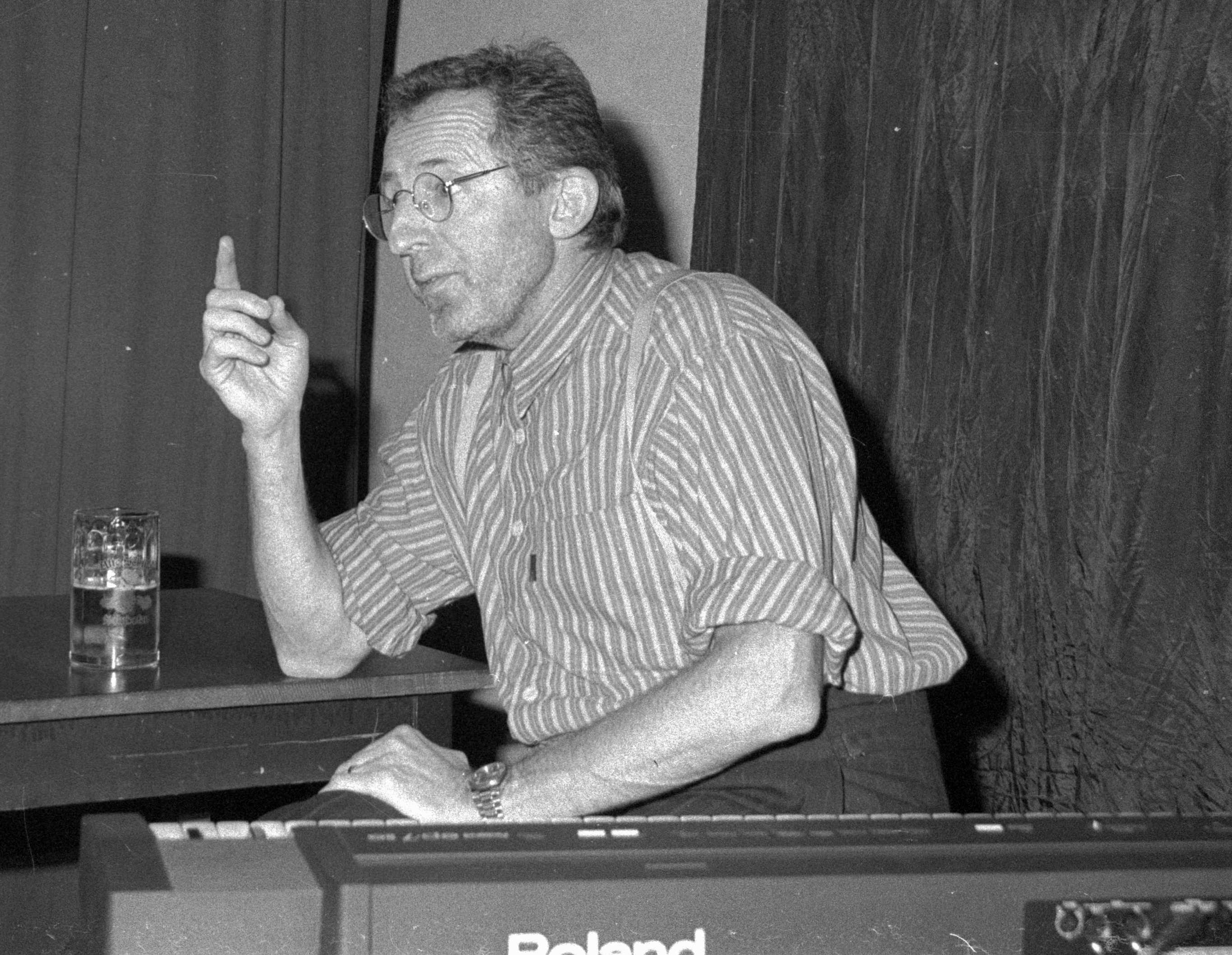
Christian Überschall in der Alten Schule Solnhofen
(12. November 1993)

Christian Überschall (* 21. November 1942 in Diemtigen) ist ein Schweizer Übersetzer, Steuerberater und Kabarettist. Überschall lebt seit 1968 in München und bezeichnet sich selbst als ältesten «Nachwuchskabarettisten».

## Leben
Als Schüler lernte Überschall Akkordeon und Klavier. In Zürich besuchte er eine Dolmetscherschule.
Seinen ersten Auftritt als Kabarettist hatte Christian Überschall als 44-Jähriger Mitte der 1980er-Jahre in der Liederbühne Robinson in der Dreimühlenstraße in München. Dort konnte sich jeder, der sich berufen fühlte, auf der Bühne präsentieren. Nach einigen Jazz-Stücken auf der Bühne riet ihm der Wirt, dass er mehr reden solle. Dennoch finden zahlreiche Musikstücke Eingang in seine Programme.
Aus diesem Vorschlag entstand Jahre später sein erstes Programm Die Zuzibilität der Weißwurst, das er immer noch aufführt. In den folgenden 20 Jahren stand Überschall neben zahlreichen Auftritten in kleineren Spielstätten auch in bekannten Häusern wie in der Pfeffermühle in Leipzig, in der Alten Oper in Frankfurt am Main und im Senftöpfchen in Köln auf der Bühne. Inzwischen ist er mit mehr als zehn Programmen aufgetreten.
Nach einer mehrjährigen Pause begann Überschall 2018 als 75-Jähriger mit dem neuen Programm Von Speeddating bis Nordic Stalking – über Beziehungen 2 go eine Auftrittsserie, die im Gasteig Premiere hatte.

## Programme (Auswahl)
- Die Zuzibilität der Weißwurst
- Die Frau gehört vor den Pflug
- Reif für die Insel
- Die sexuellen Verirrungen der Beatles[7]
- Saupreiß Schweizerischer![8]

## Musikveröffentlichungen
- Gibt es einen speziellen Schweizer Humor und wenn ja warum nicht?[9]

## Auszeichnungen
- 2013 erlangte Überschall beim Nachwuchspreis Paulaner Solo+ den 3. Platz

## Werke
- Christian Überschall: Reif für die Insel. Überschall in Irland – mit Fahrrad. Anderland, München 1996, ISBN 3-926220-66-X.